# Jeronim Lučić
Jeronim  ili Jerolim Lučić-Bogoslavić,(Vareš, 1575. – Kraljeva Sutjeska, 2. siječnja 1648.), hrvatski franjevac, katolički svećenik te visoki crkveni dužnosnik. Bio je gvardijan, definitor, komesar te generalni vikar biskupu Franji Baličeviću i fra Albertu Rengjiću.

## Životopis
Rodio se je 1575. godine u Varešu u obitelji Hrvata. Ušao je u franjevački red. Školovao se po bosanskim samostanima. Bogoslovne i filozofske studije završio je u Italiji. Proglašen je za biskupa Drivastske biskupije 3. ožujka 1636. godine i posvećen 17. kolovoza iste godine. Apostolski vikar u Bosni postaje 23. rujna 1636. [nedostaje izvor]. Administrator biskupije u Skradinu. 
Tajnik u biskupiji bio mu je fra Ivan Požežanin (Mihajlović). Umro je u franjevačkom samostanu u Kraljevoj Sutjesci 2. siječnja 1648. (ili 15. siječnja 1643.)
U izvorima na talijanskom jeziku spominje se kao Girolamo Lucich i Gerolamo Lucich.

## Vanjske poveznice
- Diocese of Drivasto (Drivost), Catholic-hierarchy